# امپراتور ژاپن
امپراتور ژاپن پادشاه تشریفاتی ژاپن در سیستم پادشاهی مشروطه و رأس «خانواده سلطنتی ژاپن» و رئیس نمادین کشور است. با توجه به قانون اساسی ژاپن که در سال ۱۹۴۷ تنظیم شده، امپراتور ژاپن نماد کشور و وحدت مردم است و قدرت سیاسی ندارد و تنها به عنوان یک نماد ملی عمل می‌کند.
او همچنین بالاترین مقام مذهبی شینتو را داراست. بنابر اساطیر و گفته‌ها امپراتور ژاپن و خانوادهٔ او از نوادگان مستقیم آماتراسو (ایزدبانوی خورشید) هستند.
به امپراتور در حال خدمت، میکادو گفته می‌شود.
طبق اصل اول قانون اساسی ژاپن، امپراتور «مظهر کشور و وحدت مردم‏» تعریف شده‌است. با این حال، او رئیس اجرایی نیست و فقط دارای اختیارات مهم خاصی است. همان‌طور که در اصل ۴ قانون اساسی به وضوح بیان شده، امپراتور هیچ قدرت واقعی در رابطه با دولت ندارد.
اصل ۶ قانون اساسی ژاپن، نقش‌های تشریفاتی زیر را به امپراتور تفویض می‌کند:
1. امپراتور، نخست‌وزیر منتخب دو مجلس را منصوب می‌نماید.
2. رئیس قضات دیوان عالی کشور را هیئت وزیران معرفی و امپراتور آنان را منصوب می‌کند.

هیئت دولت (کابینه) منبع قدرت اجرایی است و بیشتر قدرت آن مستقیماً توسط نخست‌وزیر اعمال می‌شود، اما چندین قدرت آن توسط امپراتور اعمال می‌شود. طبق اصل ۷ قانون اساسی، اختیاراتی که از طریق امپراتور اعمال می‌شود شامل این موارد است:
1. توشیح و صدور فرمان اجرای اصلاحات قانون اساسی‏، قوانین و تصویب‌نامه‌های هیئت وزیران و عهدنامه‌ها.
2. دعوت به تشکیل دو مجلس.
3. انحلال مجلس نمایندگان‏.
4. اعلام انتخابات عمومی برای تعیین اعضای دو مجلس‏.
5. تایید نصب و عزل وزیران و سایر مقامات دولتی به ترتیبی که قانون پیش‌بینی کرده و نیز تأیید اختیارات تام و استوارنامه سفیران و نمایندگان سیاسی کشور.
6. تایید عفو عمومی و اختصاصی‏، تخفیف و تعویق مجازات و اعاده حقوق‏.
7. اعطای نشان‌های افتخار.
8. تایید اسناد تصویب و سایر مدارک سیاسی به ترتیبی که قانون پیش‌بینی نموده‌است‏.
9. پذیرش سفیران و نمایندگان سیاسی خارجی‏.
10. انجام وظایف تشریفاتی‏.

امپراتور به اقتدار تشریفاتی معروف است. به عنوان مثال، امپراتور تنها شخصی است که اختیار نصب نخست‌وزیر را دارد، ولی این دایت ملی است که قدرت تعیین فردی برای این سمت را دارد. یکی از این نمونه‌ها را می‌توان به وضوح در انحلال مجلس نمایندگان در سال ۲۰۰۹ مشاهده کرد. انتظار می‌رفت مجلس به توصیه نخست‌وزیر منحل شود، اما به‌طور موقت، امپراتور قادر به انجام این کار برای انتخابات عمومی بعدی نبود، چون امپراتور و ملکه در سفر و بازدید از کشور کانادا بودند.
بدین ترتیب، نقش مدرن امپراتور اغلب با نقش‌های دوره شوگون‌ها و بیشتر تاریخ ژاپن مقایسه می‌شود که به موجب آن امپراتور اقتدار نمادین زیادی داشت اما قدرت سیاسی کمی داشت.
برخلاف کشورهای سلطنتی اروپایی، امپراتور ژاپن منبع قدرت حاکم نیست و دولت تحت نام او عمل نمی‌کند. در عوض، امپراتور نماینده دولت است و مقامات عالی را به نام دولت منصوب می‌کند، در این کشور مردم ژاپن حاکمیت دارند. اصل ۵ قانون اساسی اجازه می‌دهد تا در صورتی که امپراتور نتواند وظایف خود را انجام دهد، یک جانشین (کانپاکو و سشو) وظایف امپراتور را ادامه می‌دهد.
در ۲۰ نوامبر ۱۹۸۹، دیوان عالی ژاپن حکم داد که قدرت قضایی بر امپراتور ندارد.
گفته می‌شود که امپراتوری دودمان یاماتو قدیمی‌ترین سلطنت موروثی ادامه‌دار در جهان است. طبق گفته‌های کوجیکی و نیهون‌شوکی، ژاپن توسط کاخ سلطنتی در سال ۶۶۰ قبل از میلاد توسط امپراتور جینمو تأسیس شد (神 武天皇؟). امپراتور جینمو اولین امپراتور ژاپن و جد همه امپراتورهای بعدی بود. طبق اساطیر ژاپن، او از طریق نینیگی-نو-میکوتو، پدربزرگ بزرگش، از فرزندان مستقیم آماتراسو (天 照 大 御 神؟)، الهه خورشید از آیین بومی شینتو است.
امپراتور کنونی ژاپن (今上天皇) ناروهیتو است. پس از کناره‌گیری پدرش، او در تاریخ ۱ مه ۲۰۱۹ به‌طور رسمی بر تخت سلطنت نشست. و سلطنت او دوره ریوا نام دارد. شاهزاده آکی‌شینو ولیعهد تخت پادشاهی ژاپن است.